# Скијети (Пезаро и Урбино)
Скијети је насеље у Италији у округу Пезаро и Урбино, региону Марке.
Према процени из 2011. у насељу је живело 396 становника. Насеље се налази на надморској висини од 122 м.